# Federico Faggin
Federico Faggin és un enginyer elèctric i físic italià nacionalitzat nord-americà. Va néixer a Vicenza, Itàlia, l'1 de desembre de 1941 i és conegut per ser el dissenyador del primer microprocessador comercial.

## Educació i primeres experiències professionals a Itàlia

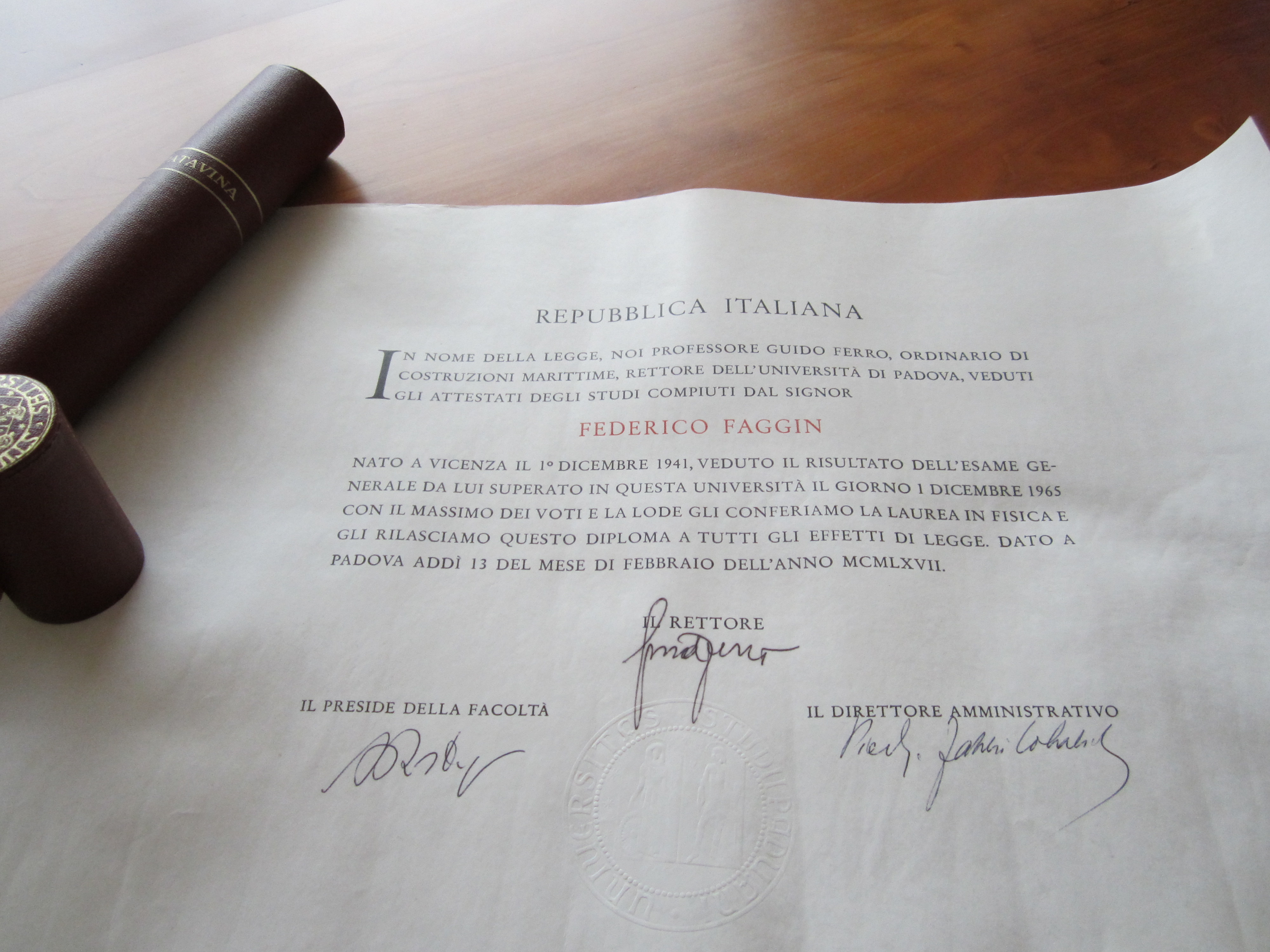
Imatge de la corona triomfal de Federico Faggin atorgat per la Universitat de Pàdua. Nascut a Vicenza en 1941 i llicenciat en Física summa cum laude en 1967

Va assistir a l'Institut Tècnic Alessandro Rossi en Vicenza (AA en Electrònica) i va aconseguir la qualificació més alta en el col·legi.
Laboratori de Recerca i Desenvolupament en Olivetti, Borgolombardo (Milà), Itàlia, 1960-1961. Enginyer assistent.
En 1960 va anar a treballar per Olivetti en el laboratori de recerca i desenvolupament a Borgolombardo (Milà, Itàlia) on codissenyà i dirigí un equip de quatre tècnics que, amb èxit, van construir una computadora electrònica experimental amb 4K paraules de memòria magnètica.
Universitat de Pàdua, Itàlia, 1965-1966. Professor ajudant.
Va deixar Olivetti per estudiar física a la Universitat de Pàdua, Itàlia. Després d'acabar, amb excel·lent cum laude, va passar a ser professor ajudant, ensenyant laboratoris d'electrònica els cursos més avançats i continuant la seva recerca en flying-espot scanners, el tema de la seva tesi.
SGS-Fairchild (ara STMicroelectronics), Agrate Brianza (Milà), Itàlia, 1967-1968. Líder de Grup. Va desenvolupar el primer procés tecnològic MOS (Metall Oxidi Semiconductor) de l'empresa i els dos primers circuits integrats comercials amb aquesta tecnologia.

## Carrera professional als Estats Units

### 1968–1970
Laboratoris de Recerca i Desenvolupament en Fairchild Semiconductors, Pal Alt, Califòrnia, 1968-1970. Líder de projecte (1968-1969, Pal Alt, Califòrnia: Líder de grup (1969-1970). Co-inventà i dirigí el desenvolupament de la tecnologia MOS amb porta de silici original, el primer procés tecnològic al món de fabricació de circuits integrats MOS acte-alineats. Va dissenyar i va produir el primer circuit integrat comercial al món, usant la tecnologia de porta de silici: el multiplexor analògic de 8 bits amb lògica decodificadora Fairchild 3708. Va desenvolupar processos de canal-P i canal-N i va treballar amb processos avançats CMOS i BiCMOS. La tecnologia de porta de silici va fer possible LSI i VLSI, permetent per primera vegada fabricar a gran escala circuits integrats d'alta velocitat, sota cost i fiables. També va fer possible dos anys més tard la creació de memòries semiconductores, incloent memòries no volàtils, i el primer microprocessador. Avui dia, més del 90 % dels circuits integrats produïts mundialment encara tenen transistors construïts amb la tecnologia MOS de porta de silici en l'estructura original.

### 1970–1974

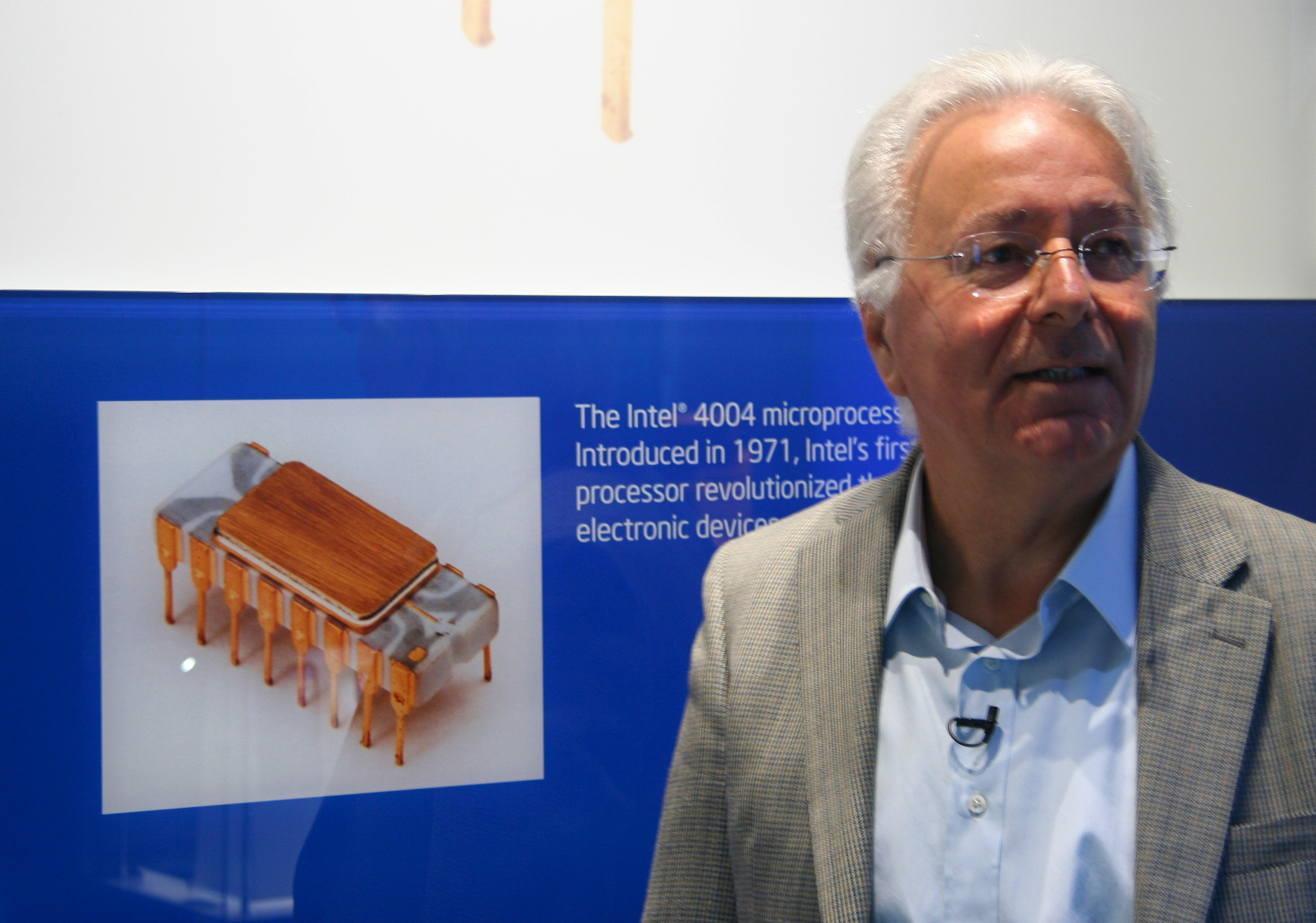
Visita en 2011 de Federico Faggin a la seu principal d'Intel.

Intel Corp., Santa Clara, Califòrnia: Líder de projecte (1970-1973); Gerent en el Departament de Recerca i Desenvolupament (1973-1974). Durant el període de 1970 a 1971, Faggin va dirigir el disseny del primer microprocessador del món -el 4004 amb CPU de 4 bits- i altres tres circuits que ho acompanyaven (4001,4002, 4003). Durant el 1971-1972, va dirigir un equip que va dissenyar el primer microprocessador del món de 8 bits el 8008. Va inventar, va dissenyar l'arquitectura, i va supervisar el disseny del 8080, el primer microprocessador de 8 bits d'alta funcionalitat, el qual va tenir un gran èxit (1972-74). En 1973 Faggin es va convertir en el mànager a càrrec de tota l'activitat de disseny de circuits integrats MOS (amb excepció de les RAMs dinàmiques). Més de 25 circuits comercials integrats es van desenvolupar sota el lideratge de Faggin, incloent el 2102A, la primera RAM estàtica d'alta velocitat, a 5V i amb 1024 bits de resolució.

### 1974–1980
ZiLOG, Inc., San José, Califòrnia: Cofundador, President i CEO. Va concebre el microcontrolador Z8; va inventar, va dissenyar l'arquitectura i va supervisar el desenvolupament del microprocessador Z80 i la seva família de perifèrics intel·ligents. Presentat en 1976, el Z80 es va convertir en el microprocessador de 8 bits de major èxit mai produït; encara en 2009 es fabrica en grans volums (més de dos bilions d'unitats s'han produït fins avui en dia), formant part de gran part dels primers ordinadors personals, i usats en milers de diferents aplicacions. El Z8, introduït en 1978, també va tenir molt èxit, i encara avui es produeix. Faggin va dirigir la companyia que durant molts anys va marcar el ritme de la tecnologia de microprocessadors.

### 1982–1986
Cygnet Technologies, Inc., Sunnyvale, Califòrnia: Cofundador, President i CEO. Va inventar el Communication CoSystem, un perifèric intel·ligent de l'ordinador personal per a veu i dades. El CoSystem, introduït el 1984, va ser el major avanç tecnològic en el llavors camp emergent de comunicacions personals. La companyia va ser adquirida per Everex, Inc. en 1986.

### 1986–2003
Synaptics, Inc., San José, Califòrnia: Cofundador, President i CEO des dels seus començaments fins a gener de 1999. Chairman Emèrit del Consell Directiu des d'octubre de 2008. Synaptics és una companyia pública (símbol NASDAQ: SYNA) que es dedica al disseny, fabricació i venda de tecnologies innovadores relacionades tant amb interfície humana, com a productes que usen xarxes neuronals i tecnologies de senyal mixt. Amb més de 100 patents en reconeixement de patrons, sistemes de sensors i circuitss analògics adaptables, Synaptics va crear en 1991 el primer circuit òptic integrat de reconeixement de patrons, combinant una àrea i dues xarxes neuronals analògiques en el mateix xip. Productes de Synaptics inclouen el TouchPad, en l'actualitat usat com a punter en gairebé tots els ordinadors portàtils; el TouchStyk, un petit bastó capdavanter en els ordinadors portàtils; el Touchscreen, un sensor amb capacitats per a pantalles LCD que en l'actualitat s'usa en telèfons mòbils intel·ligents; i el programa de reconeixement d'escriptura per a anglès i xinès. El TouchPad, es va introduir per primera vegada en 1994, tenint un gran èxit amb més de 250 milions d'unitats venudes en 2008.

### 2003–2008
Foveon, Inc., Santa Clara, Califòrnia: President i CEO. Foveon va ser fundada per Carver Pixeu en 1997 com una inversió conjunta de National Semiconductor i Synaptics, per desenvolupar sistemes de sensors d'imatges avançats amb tecnologia CMOS. Faggin va ser membre del consell directiu des del començament, convertint-se en President i CEO a l'agost de 2003. Foveon ha desenvolupat una tecnologia CMOS innovativa per a la captura d'imatges digitals, sent capaç de sensar els tres colors primaris en cada píxel de la imatge. Foveon va ser adquirida per la companyia japonesa Sigma Corporation al novembre de 2008.

### 2011–present
En 2011 al costat de la seva esposa creen la Fundació Federico i Elvia Faggin, sense finalitats de lucre, per incentivar la recerca teòrica i experimental i actualment dedica el seu temps complet a aquesta causa.

## Premis i honors

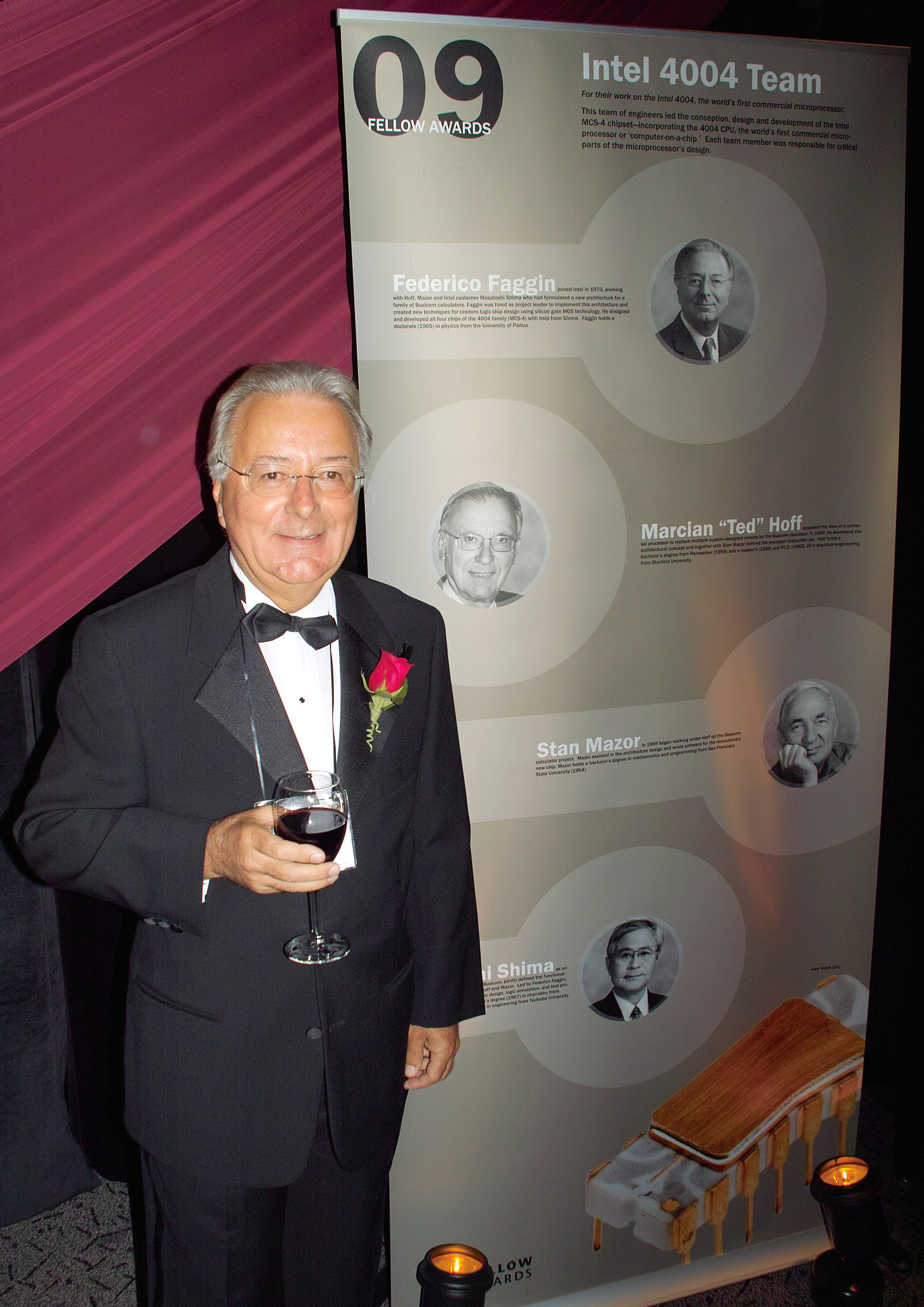
Federico Faggin en 2009 quan va ser reconegut i addicionat el seu treball en el Museu Històric d'Ordinadors

Faggin ha rebut més de 25 premis i honors nacionals i internacionals. Els més importants apareixen llistats a continuació:
- Premi Internacional Marconi Fellowship per les seves contribucions al naixement del microprocessador (1998);
- Medalla d'Or de la Ciència i Tecnologia de CNR (Centre Nacional de Recerca d'Itàlia) (1988);
- Premi IEEE W. Wallace McDowell (1994) "pel desenvolupament de la primera tecnologia de porta de silici i pel primer microprocessador del món"
- Admès en el National Inventors' Hall of Fame en Akron, Ohio, EE. UU. (1996);
- Premi Kyoto de Tecnologia Avançada (1997);
- Premi Robert N. Noyce de la Semiconductor Industry Association (2000);
- Premis pels assoliments de tota una vida de la European Patent Organization, Brussel·les (2006);
- Doctor Honoris causa en Informàtica i Enginyeria Electrònica a diverses universitats (Milà en 1994, Roma Tor Vergata en 2002, Pavía en 2007, Palerm en 2008 i Verona en 2009);
- Medalla Nacional de Tecnologia i Innovació dels EE. UU. (2009), presentada al novembre de 2010[11]
- "2011 George R. Stibitz Lifetime Achievement Award", del "American Computer Museum" (Bozeman-Montana) presentat a Federico Faggin: "Per les seves contribucions fonamentals per al desenvolupament del món modern i tecnològic, inclosa la tecnologia MOS de porta de silici que va conduir a la realització del primer microprocessador del món en 1971."